# Maximilian Oskar Bircher-Benner
Maximilian Oskar Bircher-Benner (22. kolovoza 1867. – 24. siječnja 1939.) bio je švicarski liječnik i jedan od prvih nutricionista. Najpoznatiji je po uvođenju jela od nekuhanih žitnih pahuljica s voćem (njemački Müsli).
Bircher-Benner svojim je inovacijama u dijeti bolesnika promijenio prehrambene navike u kasnom 19. stoljeću. Umjesto prehrane kruhom i mesom, zagovorao je voće i povrće. Osobe liječne u njegovom sanatoriju u Zürichu su uz poseban režim prehrane, morale se pridržavati stroge fizičke discipline (npr. rano lijeganje, fizički trening i aktivan rad u vrtu). Paraleleno s njegovim radom u Europi, John Harvey Kellogg je u SAD-u provodio slične teorije zdrave prehrane.

## Prehrana sukladna njegovim teorijama
U njegovom sanatoriju u Zürichu uravnotežena prehrana sirovim povrćem i voćem korištena je kao sredstvo za liječenje pacijenata, suprotno vjerovanjima koja su se uvriježila krajem 19. stoljeća. Bircher-Benner vjeruje da je sirova hrana hranjivija jer sadrži izravnu energiju sunca. Poticao je ljude dobrog zdravlja da svakodnevno jedu otprilike 50 % sirove hrane, a one slabijeg zdravlja da jedu 100 % sirovu hranu. Bircher-Bennerove sestre, Alice Bircher i Berta Brupbacher-Bircher, stvorile su mnoge recepte koristeći sirovu hranu kako bi prehrana sirovom hranom izgledala privlačnije. Zbog te pomoći njegovih sestara, njegov sanatorij je stekao ogromnu popularnost i on je proširio veličinu svoje klinike.
Bircher-Benner je pretpostavio jedenje voća, povrća i orašastih plodova umjesto mesa. Također je zagovarao spartanski fizički režim. U njegovom zürichskom sanatoriju kod Bircher-Benner-Platza pacijenti su morali slijediti pomalo monaški dnevni raspored uključujući rano odlazak na spavanje (21:00), tjelesni trening i aktivan rad u vrtu. Svaki obrok je započinjao malim jelom od müslija, koje je razvio Bircher-Benner, nakon čega je slijedilo uglavnom sirovo povrće i desert. Pacijenti nisu smjeli konzumirati alkohol, kavu, čokoladu ili duhan dok su bili na liječenju. Bircher-Benner je svojim pacijentima također preporučio sunčanje, hladno tuširanje i korištenje ljekovite kupke koju je razvio američki liječnik John Harvey Kellogg. Njegova teorija života temeljila se na harmoniji između ljudi i prirode, ključnoj komponenti njemačkog pokreta za reformu životnog stila, i razlogu zašto je svoju kliniku nazvao "Vitalna sila".

## Kritika njegovog rada
Bircher-Benner zastupao je pseudoznanstvene ideje o prehrani, uključujući vitalizam. Vjerovao je da svi ljudi, uključujući i bebe, trebaju jesti samo sirovu hranu. Bircher-Benner je razvio ideju da se kuhanjem hrani oduzima njen nutritivni sadržaj i uništava  "vitalna tvar". Vjerovao je da kuhana hrana uzrokuje truljenje u probavnom traktu, što može izazvati autointoksikaciju.
Bircher-Bennerov rad nisu prepoznali drugi znanstvenici sve do otkrića vitamina u voću i povrću 1930-ih. Budući da njegove ideje o prehrani nisu bile poduprte u znanosti njegova vremena, medicinska ga je struka odbacila kao nadriliječnika. Istovremena akademska recenzija Bircher-Bennerove kuharice Health-Giving Dishes tvrdi da djelo sadrži "mješavinu fizioloških poluistina i fantazija" i zaključuje da je broj ljudi koji su sposobni jesti samo sirovo voće i povrće kako je Bircher-Benner poticao ograničen jer samo nekoliko ljudi može živjeti kao biljojedi. Thomas Mann, poznati romanopisac, posjetio je sanatorij i opisao ga kao "zdravstveni zatvor".
Unatoč neodobravanju drugih, Bircher-Bennerove ideje zapele su za oko javnosti i njegov sanatorij je nastavio s radom do nekog vremena nakon njegove smrti.

## Naslijeđe
Ubrzo nakon njegove smrti, otvoreno je drugo lječilište pod nazivom "Narodno lječilište za život temeljen na prirodi", a vođeno je prema idejama Bircher-Bennera. Godine 1939. klinika Vital Force preimenovana je u "Kliniku Bircher-Benner" njemu u spomen. Krajem 20. stoljeća, nakon zatvaranja lječilišta, nakratko je tamo bio studentski dom. Potom ga je kupio Zürich Financial Services i nazvan je Zürich Development Center. Koristi se za obuku rukovoditelja, a također sadrži opsežnu privatnu zbirku umjetnina.
Nekoliko marki tvornički proizvedenih žitarica temeljenih na Bircher-Bennerovom originalnom receptu za müsli od cjelovitog voća i orašastih plodova široko se prodaju kao popularna hrana za doručak i međuobroke u Europi i Sjevernoj Americi. 

## Izbor  radova
- Food Science For All (translated by Arnold Eiloart, 1928)
- Fruit Dishes and Raw Vegetables: Sunlight (Vitamine) Food (1930)
- Health-Giving Dishes (1934)
- The Essential Nature and Organisation of Food Energy (translated by D. E. Hecht and E. F. Meyer, 1939)
- The Prevention of Incurable Disease (translated by E. F. Meyer, 1959)